# Chlorobyrrhulus torrensensis
Chlorobyrrhulus torrensensis is een keversoort uit de familie pilkevers (Byrrhidae). De wetenschappelijke naam van de soort is voor het eerst geldig gepubliceerd in 1889 door Blackburn.